# Атомотроніка
Атомтроніка - це нова галузь фізики ультрахолодних атомів, яка охоплює широкий спектр тем, що містять керовані хвилі атомів речовини. Системи, як правило, включають компоненти, аналогічні тим, що зустрічаються в електронних або оптичних системах, такі як дільники променя і транзистори. Застосування варіюється від вивчення фундаментальної фізики до розробки практичних приладів.

## Етимологія
Атомтроніка - це скорочення "атом" та "електроніка", що стосується створення атомних аналогів електронних компонентів, таких як транзистори та діоди, а також електронних матеріалів, таких як напівпровідники.  Сама галузь значно перекривається з атомною оптикою та квантовою симуляцією і не обмежується виключно розробкою подібних на електронні компонентів. 

## Методологія
Три основні елементи потрібні для атомтронного ланцюга. Перший - це конденсат Бозе-Ейнштейна, який необхідний для його когерентних і надплинних властивостей, хоча ультрахолодний газ Фермі також може використовуватися для певних застосувань. Другий - це спеціальний потенціал захоплення, який може бути сформований оптичним випромінюванням, магнітною пасткою або за допомогою їх комбінації. Остаточний елемент - це метод збудження руху атомів у межах потенціалу, що може бути досягнуто різними способами. Наприклад, транзистороподібний атомтронний ланцюг може бути реалізований кільцеподібною пасткою, розділеною на дві дві частини рухомими слабкими бар'єрами, причому дві окремі частини кільця виконують роль стоку та витоку, а бар'єри виконують роль затвора . Під час руху бар’єрів атоми перетікають від витоку до стоку.  Тепер можна когерентно направляти хвилі речовини на відстані до 40 см у кільцевих направляючих атомних хвиль речовин. 

## Програми
Сфера атомтроніки ще дуже молода. Будь-які реалізовані на сьогодні схеми є доведенням принципів. Програми включають:
- гравіметрія;

- вимірювання обертання за допомогою ефекту Саньяка;

- квантові обчислення.

Перешкоди на шляху розробки практичних приладів значною мірою зумовлені технічними проблемами створення конденсатів Бозе-Ейнштейна, оскільки вони вимагають громіздких лабораторних установок, важко придатних для транспортування, хоча створення портативних експериментальних установок є активною сферою досліджень.